# 让·克哈斯
让·埃米尔·保罗·克哈斯（法語：Jean Émile Paul Cras；1879年5月22日—1932年9月14日），法国布列塔尼作曲家、海军将领。生、卒于布雷斯特。作为军官，克哈斯在一战中战功卓著，尤其是亚得里亚海战役。终其一生，克哈斯都在从事海军职务。他还曾发明了一种以他名字命名的导航绘图仪。

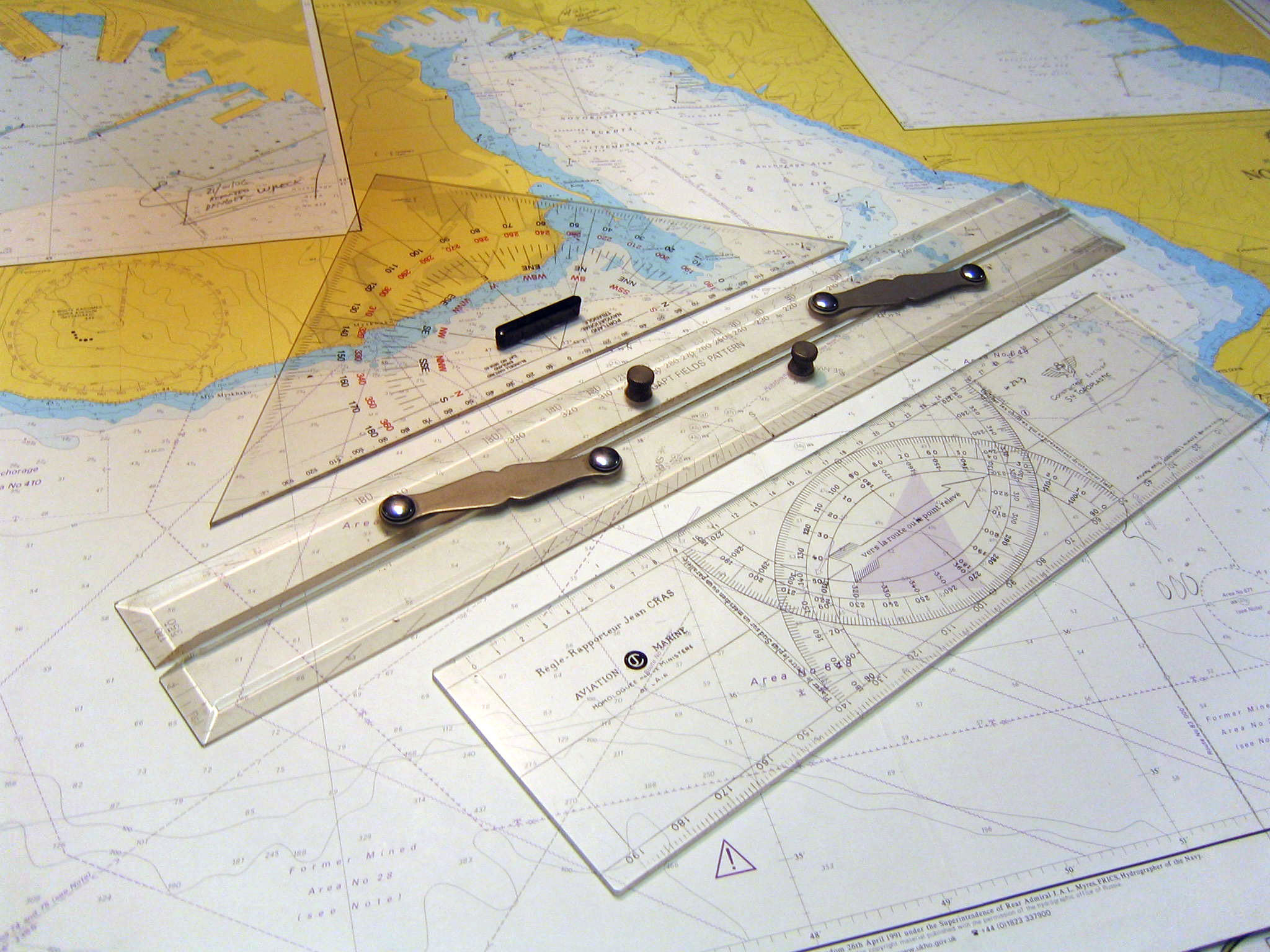
克哈斯导航绘图仪

在繁忙的海军事务之中，克哈斯把主要的空闲时间都投入了作曲，甚至经常在舰船上进行创作。他曾与作曲家亨利·迪帕克相识，后者对其才华甚为欣赏。他的创作范围甚广，其中有歌剧、室内乐、管弦乐、钢琴作品和歌曲等。他的歌剧《波吕斐摩斯》改编自象征派诗人阿尔贝·萨曼的戏剧。克哈斯的音乐风格受到迪帕克、肖松以及印象派的影响，他家乡布列塔尼的风土人情也对其影响不小，使他一定程度上有民族乐派的特点。但是克哈斯音乐中最令人印象深刻的部分，是作为一个终日与大海为伴的人，对海洋充满色彩的描绘。克哈斯被认为是最善于创作与大海有关的音乐的作曲家之一。

## 外部連結
- 让·克哈斯的免费乐谱，由国际乐谱典藏计划提供